# سوكيبان ديكا
سوكيبان ديكا (باليابانية: スケバン刑事) مانغا تحقيق شوجو يابانية من تأليف ورسم شينجي وادا، واقتبست المانغا إلى ثلاث مسلسلات تلفزيونية.

## القصة
أساميا ساكي، كانت زعيمة عصابة من الفتيات الجانحات، تقوم منظمة غامضة باستعمالها كمحققة خاصة تعمل خفيةً في المدارس الثانوية من أجل منع الأنشطة الإجرامية التي تجري في الثانويات. والدة ساكي في السجن، وقامت هذه المنظمة بعمل اتفاق مع ساكي لتعليق تنفيذ حكم الإعدام في حق والدتها إذا عملت معهم. قبلت ساكي هذا العرض وبدأت عملها كمحققة.

## الشخصيات
- ساكي اساميا (باليابانية: 麻宮 サキ)
- كويتشيرو جين (باليابانية: 神恭一郎)
- مدير الظلام (باليابانية: 暗闇警視)
- سانبي ناواكي (باليابانية: 野分 三平)
- جونكو يونا (باليابانية: 唯名 純子)
- اغورا (باليابانية: アグラ)
- تشي (باليابانية: チイ)
- كاوري (باليابانية: カオル)
- ميو كايدو (باليابانية: 海堂 美尾)

## روابط خارجية
- سوكيبان ديكا على موقع IMDb (الإنجليزية)
- سوكيبان ديكا على موقع قاعدة بيانات الفيلم (الإنجليزية)
- سوكيبان ديكا على موقع ليتربوكسد (الإنجليزية)
- سوكيبان ديكا على موقع كينوبويسك (الروسية)
- سوكيبان ديكا على موقع ANN anime (الإنجليزية)
- سوكيبان ديكا على موقع ANN manga (الإنجليزية)